# Texananus angus
Texananus angus är en insektsart som beskrevs av Delong 1938. Texananus angus ingår i släktet Texananus och familjen dvärgstritar. Inga underarter finns listade i Catalogue of Life.